# Torrecilla del Monte
Torrecilla del Monte est une commune d'Espagne dans la communauté autonome de Castille-et-León, province de Burgos. Elle s'étend sur 14,93 km2 et comptait environ 80 habitants en 2011.